# Villaescusa (Kastylia i León)
Villaescusa – gmina w Hiszpanii, w prowincji Zamora, w Kastylii i León, o powierzchni 43,12 km². W 2017 roku gmina liczyła 256 mieszkańców.